# Christmas Kisses (EP)
Christmas Kisses là EP đầu tiên của ca sĩ người Mỹ Ariana Grande, được phát hành trên toàn thế giới vào ngày 13 tháng 12 năm 2013 và tại Mỹ vào 17 tháng 12 năm 2013 EP bao gồm những bài hát Giáng Sinh kinh điển được Grande thể hiện lại. Bài hát thứ 4, "Santa Baby", có sự tham gia của Liz Gillies, bạn diễn trước đây của cô trong Victorious.
Phiên bản đặc biệt tại Nhật Bản của Christmas Kissess được phát hành vào ngày 3 tháng 12 năm 2014 và đã đạt thứ hạng cao nhất ở vị trí thứ 25 trên bảng xếp hạng album của Oricon. Phiên bản này bao gồm một bài hát mới tên là "Santa Tell Me", được phát hành với vai trò là đĩa đơn thứ năm của EP vào ngày 24 tháng 11 năm 2014.

## Bối cảnh và phát hành
Ngày 6 tháng 11 năm 2013, Grande công bố trên Twitter rằng cô sẽ cho ra mắt các bài hát mới mỗi tuần cho đến Giáng Sinh, bắt đầu bằng bản cover "Last Christmas" của Wham! Bài hát trở thành đĩa đơn đầu tiên và nhận được phản hồi tích cực từ giới phê bình. Trong tuần cuối cùng của tháng 11 năm 2013, Grande phát hành một bài hát Giáng Sinh mới tên là "Love Is Everything".. Trong tuần đầu tiên của tháng 12 năm 2013, cô tiếp tục phát hành một bài hát mới, "Snow in California" và sau đó là bản cover "Santa Baby" với sự tham gia của Liz Gillies, bạn diễn trước đây của cô trong Victorious.
Tháng 11 năm 2014, Grande công bố là sẽ phát hành Christmas Kisses tại Nhật Bản dưới dạng một phiên bản đặc biệt. Phiên bản này bao gồm một bài hát mới tên là "Santa Tell Me", được phát hành với vai trò là đĩa đơn thứ năm của EP vào ngày 25 tháng 11 năm 2014. Bài hát do Grande, Savan Kotecha và Ilya Salmanzadeh sáng tác và đã đạt thứ hạng cao nhất ở vị trí thứ 42 và 68 lần lượt trên các bảng xếp hạng Billboard Hot 100 và UK Singles Chart.
Ngày 5 tháng 12 năm 2014, phiên bản đặc biệt được phát hành trên iTunes Nhật Bản. Định dạng CD được phát hành trước đó 2 ngày và đã đạt thứ hạng cao nhất ở vị trí thứ 25 trên bảng xếp hạng album của Oricon.

## Các đĩa đơn

### "Last Christmas"
| Bảng xếp hạng (2013–19)                   | Vị trí cao nhất |
| ----------------------------------------- | --------------- |
| Nhật Bản (Japan Hot 100)                  | 73              |
| Hà Lan (Single Top 100)                   | 59              |
| Hàn Quốc International Chart (Gaon)       | 5               |
| UK Singles (Official Charts Company)      | 92              |
| Hoa Kỳ Billboard Hot 100                  | 96              |
| Hoa Kỳ Adult Contemporary (Billboard)     | 26              |
| US Holiday 100 (Billboard)                | 32              |
| US Holiday Digital Song Sales (Billboard) | 1               |
| US Holiday Streaming Songs (Billboard)    | 22              |

### "Love Is Everything"
| Bảng xếp hạng (2013)                      | Vị trí cao nhất |
| ----------------------------------------- | --------------- |
| Hà Lan (Singles Top 100)                  | 89              |
| UK Singles (Official Charts Company)      | 132             |
| Ukraina (FDR Music Charts)                | 1               |
| US Holiday 100 (Billboard)                | 15              |
| US Holiday Digital Song Sales (Billboard) | 2               |

### "Snow in California"
| Bảng xếp hạng (2013)                      | Vị trí cao nhất |
| ----------------------------------------- | --------------- |
| Hà Lan (Single Top 100)                   | 93              |
| UK Singles (Official Charts Company)      | 151             |
| US Holiday 100 (Billboard)                | 33              |
| US Holiday Digital Song Sales (Billboard) | 4               |

### "Santa Baby"
| Bảng xếp hạng (2013–19)                   | Vị trí cao nhất |
| ----------------------------------------- | --------------- |
| Úc (ARIA)                                 | 77              |
| Thụy Điển Heatseeker (Sverigetopplistan)  | 16              |
| Hà Lan (Single Top 100)                   | 53              |
| UK Singles (Official Charts Company)      | 155             |
| US Holiday 100 (Billboard)                | 36              |
| US Holiday Digital Song Sales (Billboard) | 5               |

## Danh sách bài hát
| Christmas Kisses — Phiên bản tiêu chuẩn | Christmas Kisses — Phiên bản tiêu chuẩn | Christmas Kisses — Phiên bản tiêu chuẩn                                                              | Christmas Kisses — Phiên bản tiêu chuẩn |
| STT                                     | Nhan đề                                 | Sáng tác                                                                                             | Thời lượng                              |
| --------------------------------------- | --------------------------------------- | --- | --------------------------------------- |
| 1.                                      | "Last Christmas"                        | George Michael                                                                                       | 3:24                                    |
| 2.                                      | "Love Is Everything"                    | Ariana Grande, Khristopher Riddick-Tynes, Leon Thomas III, Kenneth "Babyface" Edmonds, Antonio Dixon | 3:33                                    |
| 3.                                      | "Snow in California"                    | Grande, Riddick-Tynes, Leon Thomas III, Kenneth "Babyface" Edmonds, Antonio Dixon                    | 3:27                                    |
| 4.                                      | "Santa Baby" (hợp tác với Liz Gillies)  | Joan Javits, Philip Springer, Tony Springer                                                          | 2:51                                    |
| Tổng thời lượng:                        | Tổng thời lượng:                        | Tổng thời lượng:                                                                                     | 13:15                                   |

| Christmas Kisses — Phiên bản tại Nhật Bản (bài hát bổ sung) | Christmas Kisses — Phiên bản tại Nhật Bản (bài hát bổ sung) | Christmas Kisses — Phiên bản tại Nhật Bản (bài hát bổ sung) | Christmas Kisses — Phiên bản tại Nhật Bản (bài hát bổ sung) |
| STT                                                         | Nhan đề                                                     | Sáng tác                                                    | Thời lượng                                                  |
| ----------------------------------------------------------- | ----------------------------------------------------------- | ----------------------------------------------------------- | ----------------------------------------------------------- |
| 5.                                                          | "Santa Tell Me"                                             | Grande, Savan Kotecha, Ilya Salmanzadeh                     | 3:24                                                        |
| Tổng thời lượng:                                            | Tổng thời lượng:                                            | Tổng thời lượng:                                            | 16:39                                                       |

## Bảng xếp hạng
| Bảng xếp hạng (2014)    | Vị trí cao nhất |
| ----------------------- | --------------- |
| Album Nhật Bản (Oricon) | 25              |

## Lịch sử phát hành
| Khu vực  | Ngày                 | Phiên bản              | Định dạng | Hãng đĩa         | Chú thích |
| -------- | -------------------- | ---------------------- | --------- | ---------------- | --------- |
| Anh      | 13 tháng 12 năm 2013 | Phiên bản tiêu chuẩn   | Tải về    | Republic Records | [ 33 ]    |
| Mỹ       | 17 tháng 12 năm 2013 | Phiên bản tiêu chuẩn   | Tải về    | Republic Records | [ 35 ]    |
| Nhật Bản | 3 tháng 12 năm 2014  | Phiên bản tại Nhật Bản | CD        | Republic Records | [ 11 ]    |
| Nhật Bản | 5 tháng 12 năm 2014  | Phiên bản tại Nhật Bản | Tải về    | Republic Records | [ 3 ]     |